# محمد بوزبر
محمد عبد الرحمن بوزبر، وزير العدل ووزير الأوقاف والشؤون الإسلامية ووزير دولة لتعزيز النزاهة الكويتي السابق، وزر في 5 أكتوبر 2022 حين شكلت حكومة أحمد النواف الثانية، واستقال في 6 أكتوبر 2022 وذلك قبل أن تؤدي الحكومة اليمين الدستورية، ليعاد تشكيل الحكومة في 16 أكتوبر 2022 من دونه.